# 古田重勝
古田 重勝（ふるた しげかつ）は、戦国時代から江戸時代初期にかけての武将、大名。伊勢松坂藩初代藩主。
茶人として有名な古田織部（重然）と混同されている人物で、江戸期の史料には織部のことを「古田織部正重勝」と記される。同族ではあるが、重勝の祖父は五郎右衛門で、織部の祖父は総兵衛（民部）である。

## 生涯
古田吉左衛門重則の長男として美濃国山口城に生まれる（『美濃国諸旧記』）。豊臣秀吉に仕え、小田原征伐、文禄の役などに従う。文禄4年（1595年）に秀吉から伊勢国の松坂城を与えられ、同城の改修工事に着手した。
慶長5年（1600年）、関ヶ原の戦いに先んじて上杉景勝討伐のため会津に向かうが、西軍挙兵の報を受け急ぎ帰国した。木食応其より西軍参加を説かれるがこれを拒否し、松坂城に篭り鍋島勝茂らと対峙するとともに安濃津城に篭城した富田信高、分部光嘉に援兵50人を送るなどした。『日本戦史』図では重勝が関ヶ原合戦に参戦したように描かれているが、重勝は松坂城に籠城していることが明らかであることから、関ヶ原に参戦したのは古田重然の誤りであるとされている。戦後、西軍を引き止めた功により2万石を加増され伊勢松坂5万5000石の大名となった。
江戸城の石垣普請を命ぜられるなどしたが、慶長11年（1606年）、江戸にて没した。
慶長8年（1603年）1月13日、重勝は織部（重然）の茶会に正客として招かれている（「旁求茶会記」）。相客は稲葉蔵人（道通）、暮松越後守であった。
死後、子の希少丸（重恒）が幼かったため、弟の重治が家督を継いだ。